# 昂格莱特
昂格莱特（法語：Anglet，法語發音：[ɑ̃ɡlɛt]），法国西南部城市，新阿基坦大区大西洋比利牛斯省的一个市镇，隶属于巴约讷区，其市镇面积为26.9平方公里，2022年1月1日时人口数量为42,288人，在法国城市中排名第194位。
昂格莱特位于大西洋比利牛斯省西北部，阿杜尔河入海口南侧。历史上长期为一座普通的农业村落，近代因旅游业而得到发展，当地人口数量逐年上升，并与相邻的巴约讷和比亚里茨组成了一个人口超过10万的城市群。

## 地名

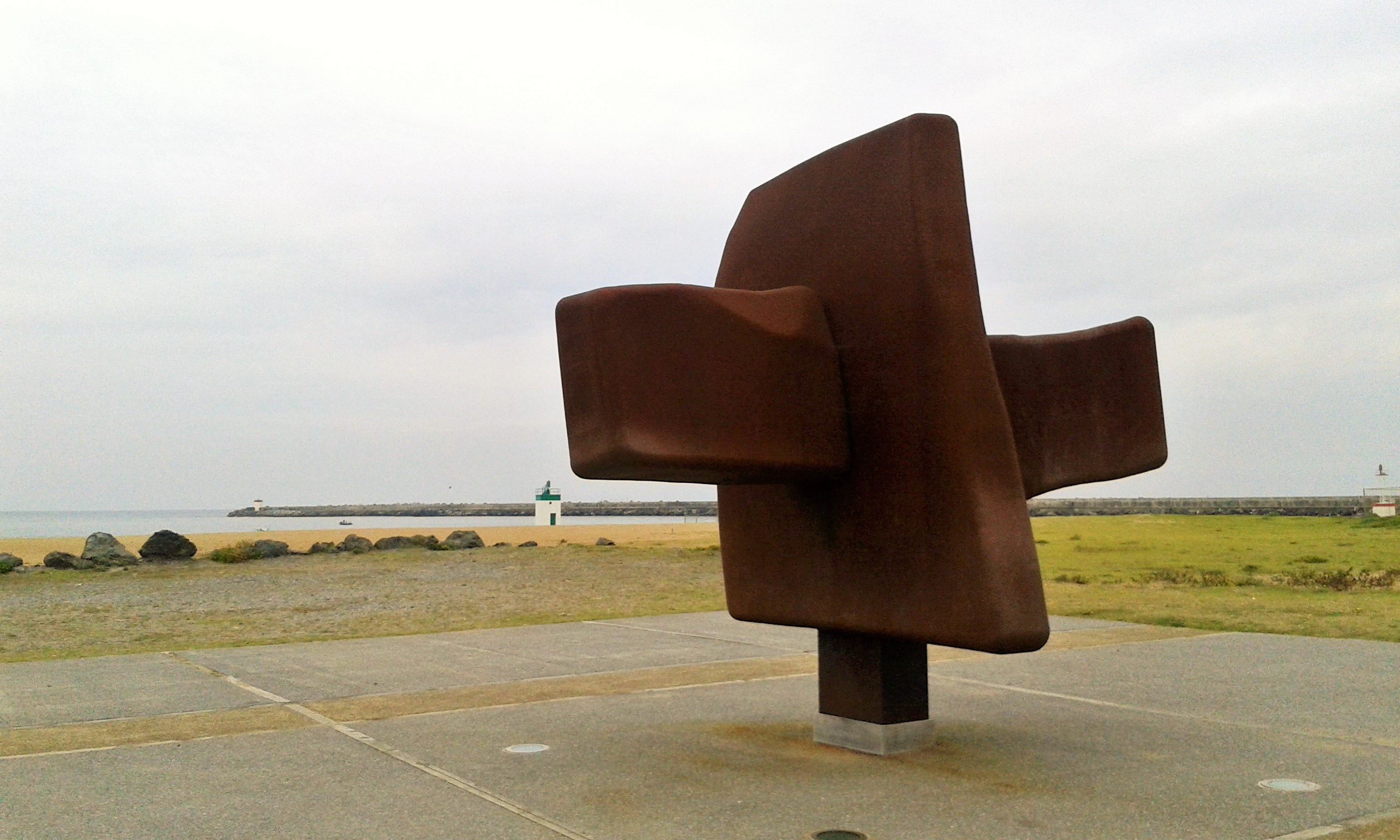
战争纪念碑

“昂格莱特”一名最初于1138年以的形式被记载，其在法语和巴斯克语中均意为“拐角”，可能与当地的自然地理形态有关。
该地名“Anglet”发音为[ɑ̃ɡlɛt]，末尾字母“t”发音，《世界地名翻译大辞典》与《世界地名译名词典》将其误译作“昂格莱”。

## 历史
昂格莱特建城于中世纪，长期为巴斯克地区的一个普通村落。在此之前，昂格莱特附近区域曾有史前人类活动的痕迹。15世纪时，当地出现了多处磨坊。1562年，在查理九世的支持下，阿杜尔河口改道工程被批准，一条连接布科和比斯开湾的直线水道得以修建，最终于1578年完工，昂格莱特由此成为阿杜尔河的河口，此举亦使得昂格莱特与巴约讷产生了商业对立的局面。法国大革命后，昂格莱特成为大西洋比利牛斯省的一个市镇，当地出现了葡萄酒种植和酿造。工业革命期间，昂格莱特境内出现了地方铁路，可连接巴约讷和比亚里茨。19世纪末开始，昂格莱特逐渐成为法国重要的旅游区，当地出现了大批假期房屋及赌场等设施，人口数量逐年增多，并与巴约讷和比亚里茨相连，成为法国西南部重要的城市群。

## 地理

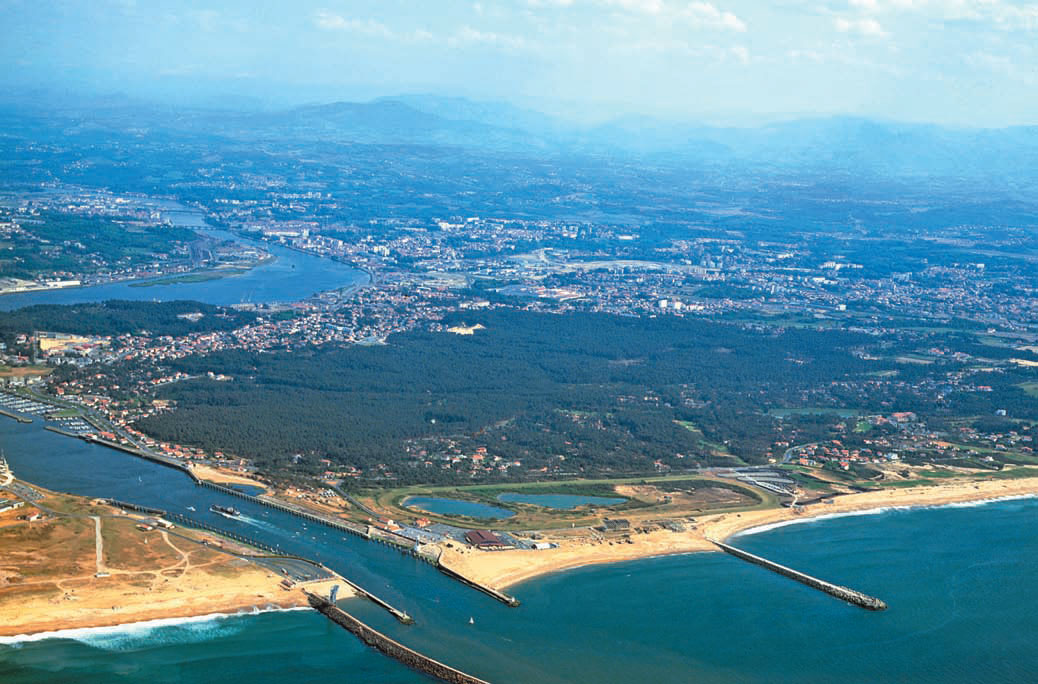
阿杜尔河口

昂格莱特位于法国西南部，新阿基坦大区西南部和大西洋比利牛斯省西部，距离省会波城大约117公里，距离巴约讷大约5公里。与昂格莱特接壤的市镇包括：比亚里茨、塔尔诺斯、阿尔康格、巴叙萨里、巴约讷、布科。

### 地形
昂格莱特位于比利牛斯山西北边缘，境内地势以浅丘为主，南侧略高于北侧，全境海拔在0到76米之间。

### 水文
昂格莱特位于阿杜尔河入海口南侧，其左岸支流马兰河（Maharin）流经境内。昂格莱特境内的海岸线多为沙滩，是当地主要的旅游观光项目。

### 植被
昂格莱特属于温带落叶林区和亚热带常绿阔叶林的过渡地带，市区内的皮尼亚达森林（Forêt du Pignada）是这一地区重要的城市森林公园。

### 气候
昂格莱特在柯本气候分类法中属于带有亚热带特征的温带海洋性气候。
昂格莱特境内设有气象站，以下为该气象站的数据：
| 比亚里茨-昂格莱特 （高度：69m, 1981年–2019年） | 比亚里茨-昂格莱特 （高度：69m, 1981年–2019年） | 比亚里茨-昂格莱特 （高度：69m, 1981年–2019年） | 比亚里茨-昂格莱特 （高度：69m, 1981年–2019年） | 比亚里茨-昂格莱特 （高度：69m, 1981年–2019年） | 比亚里茨-昂格莱特 （高度：69m, 1981年–2019年） | 比亚里茨-昂格莱特 （高度：69m, 1981年–2019年） | 比亚里茨-昂格莱特 （高度：69m, 1981年–2019年） | 比亚里茨-昂格莱特 （高度：69m, 1981年–2019年） | 比亚里茨-昂格莱特 （高度：69m, 1981年–2019年） | 比亚里茨-昂格莱特 （高度：69m, 1981年–2019年） | 比亚里茨-昂格莱特 （高度：69m, 1981年–2019年） | 比亚里茨-昂格莱特 （高度：69m, 1981年–2019年） | 比亚里茨-昂格莱特 （高度：69m, 1981年–2019年） |
| 月份                                           | 1月                                            | 2月                                            | 3月                                            | 4月                                            | 5月                                            | 6月                                            | 7月                                            | 8月                                            | 9月                                            | 10月                                           | 11月                                           | 12月                                           | 全年                                           |
| ---------------------------------------------- | ---------------------------------------------- | ---------------------------------------------- | ---------------------------------------------- | ---------------------------------------------- | ---------------------------------------------- | ---------------------------------------------- | ---------------------------------------------- | ---------------------------------------------- | ---------------------------------------------- | ---------------------------------------------- | ---------------------------------------------- | ---------------------------------------------- | ---------------------------------------------- |
| 历史最高温 °C（°F）                            | 23.4 (74.1)                                    | 28.9 (84.0)                                    | 29.7 (85.5)                                    | 32.1 (89.8)                                    | 34.8 (94.6)                                    | 39.2 (102.6)                                   | 39.8 (103.6)                                   | 40.6 (105.1)                                   | 37.0 (98.6)                                    | 32.2 (90.0)                                    | 27.8 (82.0)                                    | 25.1 (77.2)                                    | 40.6 (105.1)                                   |
| 平均高温 °C（°F）                              | 12.0 (53.6)                                    | 12.8 (55.0)                                    | 15.0 (59.0)                                    | 16.2 (61.2)                                    | 19.6 (67.3)                                    | 22.1 (71.8)                                    | 24.1 (75.4)                                    | 24.7 (76.5)                                    | 23.2 (73.8)                                    | 20.0 (68.0)                                    | 15.1 (59.2)                                    | 12.5 (54.5)                                    | 18.1 (64.6)                                    |
| 日均气温 °C（°F）                              | 8.4 (47.1)                                     | 8.9 (48.0)                                     | 11.0 (51.8)                                    | 12.4 (54.3)                                    | 15.6 (60.1)                                    | 18.3 (64.9)                                    | 20.4 (68.7)                                    | 20.8 (69.4)                                    | 18.8 (65.8)                                    | 16.0 (60.8)                                    | 11.4 (52.5)                                    | 9.0 (48.2)                                     | 14.3 (57.7)                                    |
| 平均低温 °C（°F）                              | 4.8 (40.6)                                     | 5.0 (41.0)                                     | 7.0 (44.6)                                     | 8.5 (47.3)                                     | 11.6 (52.9)                                    | 14.6 (58.3)                                    | 16.7 (62.1)                                    | 17.0 (62.6)                                    | 14.5 (58.1)                                    | 11.9 (53.4)                                    | 7.7 (45.9)                                     | 5.5 (41.9)                                     | 10.4 (50.7)                                    |
| 历史最低温 °C（°F）                            | −12.7 (9.1)                                    | −11.5 (11.3)                                   | −7.2 (19.0)                                    | −1.3 (29.7)                                    | 3.3 (37.9)                                     | 5.3 (41.5)                                     | 9.2 (48.6)                                     | 8.6 (47.5)                                     | 5.3 (41.5)                                     | −0.6 (30.9)                                    | −5.7 (21.7)                                    | −8.9 (16.0)                                    | −12.7 (9.1)                                    |
| 平均降水量 mm（）                              | 128.8 (5.07)                                   | 111.5 (4.39)                                   | 103.5 (4.07)                                   | 129.7 (5.11)                                   | 113.9 (4.48)                                   | 87.8 (3.46)                                    | 69.3 (2.73)                                    | 98.4 (3.87)                                    | 119.6 (4.71)                                   | 152.1 (5.99)                                   | 185.9 (7.32)                                   | 150.4 (5.92)                                   | 1,450.9 (57.12)                                |
| 平均降水天数（≥ 1 mm）                         | 13.4                                           | 12.0                                           | 11.9                                           | 13.6                                           | 12.9                                           | 10.4                                           | 8.8                                            | 9.6                                            | 9.7                                            | 12.5                                           | 13.0                                           | 12.6                                           | 140.5                                          |
| 平均降雪天数                                   | 0.8                                            | 1.0                                            | 0.3                                            | 0.1                                            | 0.0                                            | 0.0                                            | 0.0                                            | 0.0                                            | 0.0                                            | 0.0                                            | 0.3                                            | 0.5                                            | 3.0                                            |
| 平均相對濕度（％）                             | 77                                             | 75                                             | 73                                             | 77                                             | 78                                             | 81                                             | 80                                             | 81                                             | 80                                             | 78                                             | 79                                             | 78                                             | 78.1                                           |
| 月均日照時數                                   | 100.2                                          | 114.1                                          | 164.4                                          | 169.4                                          | 193.7                                          | 203.3                                          | 209.0                                          | 206.8                                          | 192.8                                          | 141.7                                          | 103.8                                          | 88.3                                           | 1,887.3                                        |
| 来源：infoclimat.fr                            |                                                |                                                |                                                |                                                |                                                |                                                |                                                |                                                |                                                |                                                |                                                |                                                |                                                |

## 行政区划
昂格莱特是法国新阿基坦大区大西洋比利牛斯省的一个市镇，编号为64024。昂格莱特隶属于巴约讷区，管理昂格莱特县，另有部分区域属于巴约讷第一县范围，同时也是巴斯克地区城市圈公共社区的组成部分。
法国国家统计与经济研究所（简称）在进行数据统计时，将昂格莱特及相邻的另外26个市镇设为巴约讷城市核心区，并将包括核心区在内的周边共60个市镇划为巴约讷城市区。同时，还将昂格莱特市镇分为了15个“块区”（IRIS），以便于统计人口分布情况。

## 交通

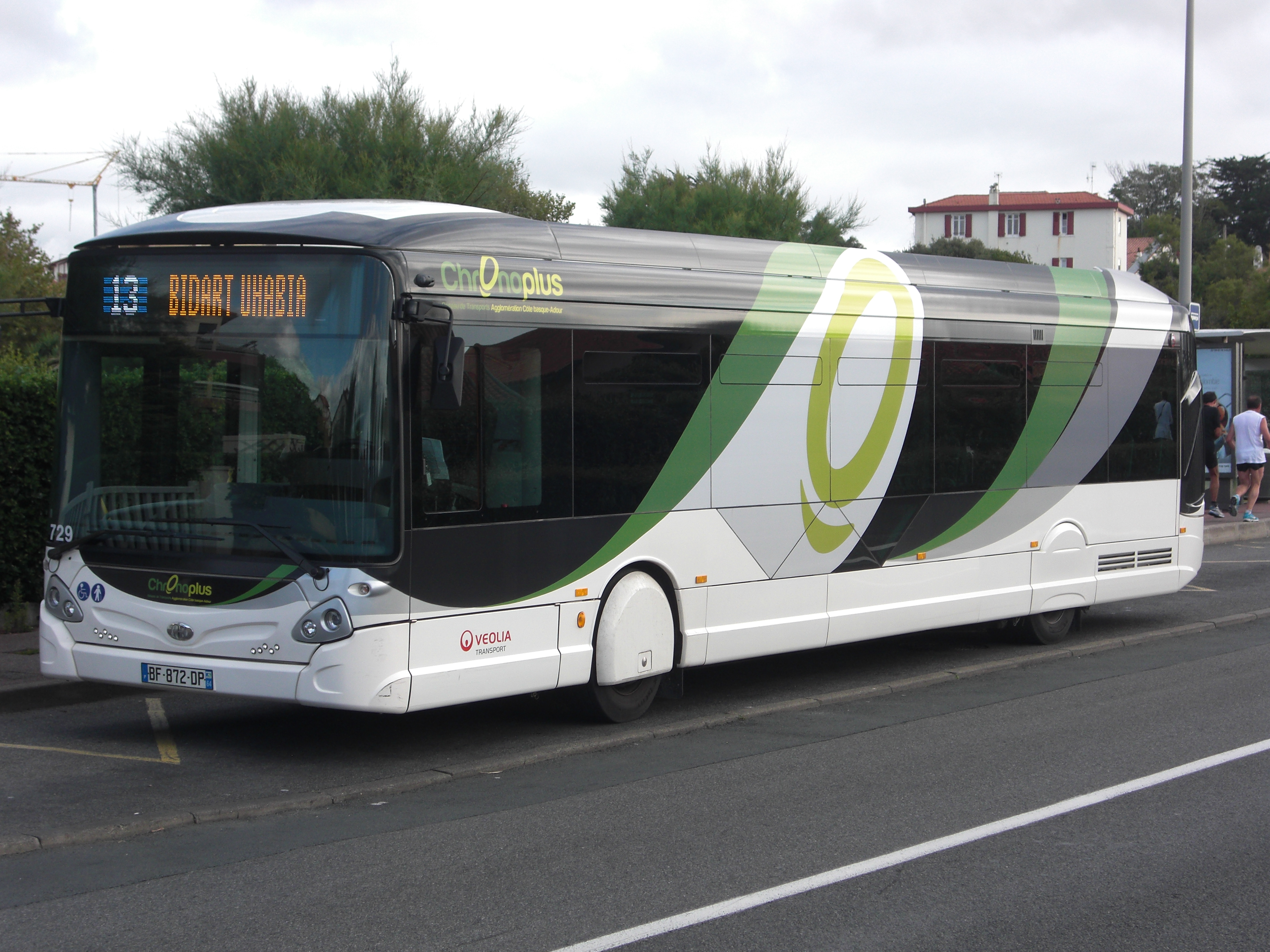
途径昂格莱特的一辆公共汽车

### 公路
大西洋比利牛斯省省道D260线和D810线在昂格莱特境内交汇，均为城市道路。
2017年，68.6%的昂格莱特家庭拥有至少一辆的私人汽车。2018年，昂格莱特境内共发生各类交通事故52起，造成1人遇难，60人受伤。

### 铁路
距离昂格莱特最近的铁路客运车站为巴约讷站，该站是法国西南部的一个铁路枢纽，有四个方向的铁路在此交汇，开行前往巴黎、波尔多、图卢兹、波城等多个方向的列车。

### 航空
比亚里茨巴斯克地区机场位于昂格莱特与比亚里茨交汇处，是法国重要的区域民用航空站，该机场开行前往巴黎、伦敦、布鲁塞尔、里尔、斯特拉斯堡、都柏林等地的固定航线。

### 城市公共交通
昂格莱特是巴约讷城市公共交通（商业名称为）的服务范围，后者为巴斯克-昂格莱特-比亚里茨的城市公共交通系统，由凯奥雷斯-阿杜尔-巴斯克地区负责运营。截至2020年12月，该系统共包括1条大容量公交线路和18条常规公交线路，其中多条线路经过昂格莱特市镇范围内。

## 政治

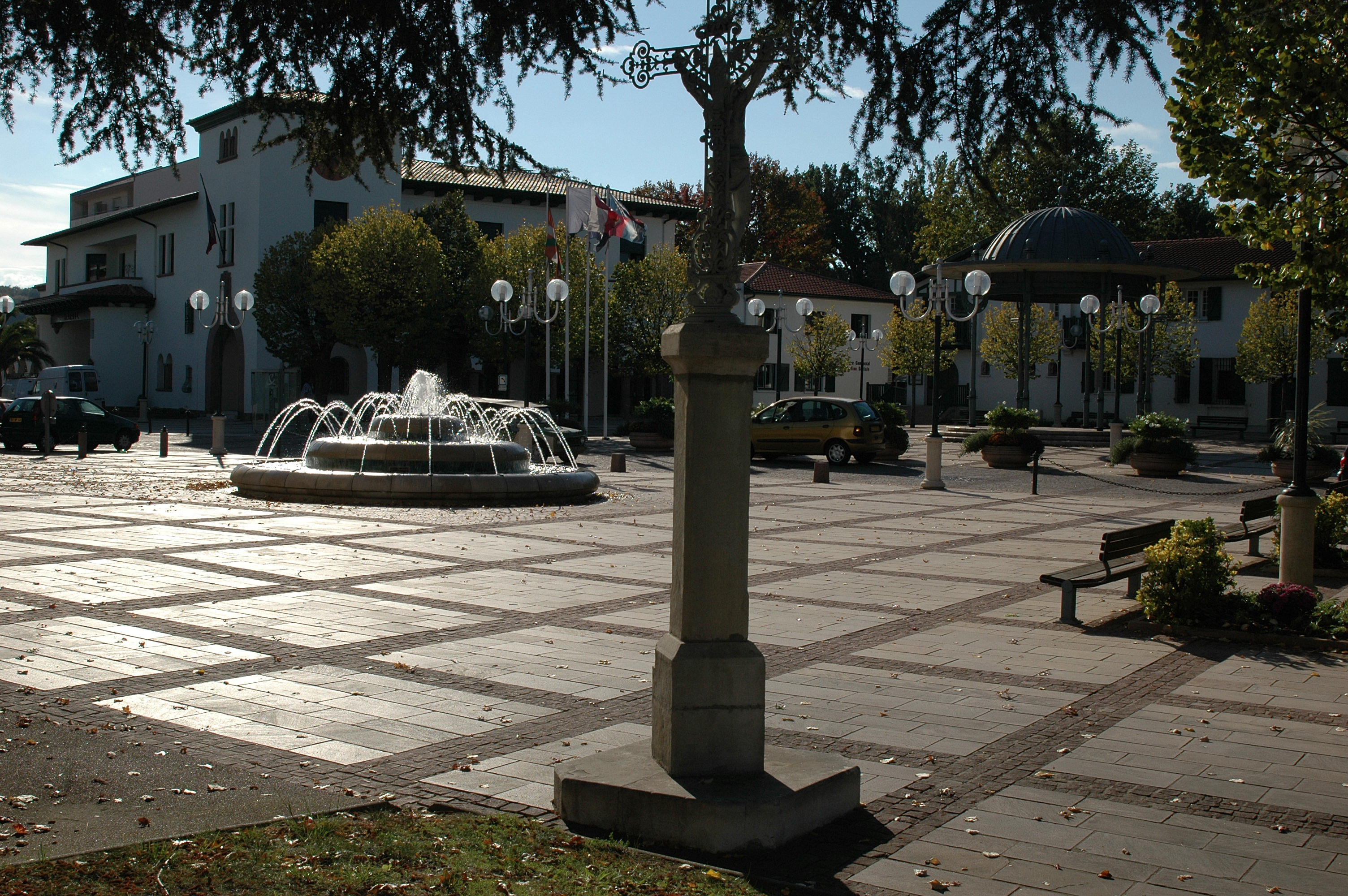
昂格莱特市政府广场

昂格莱特的现任市长为克洛德·奥利夫先生（Claude Olive），他是共和党的一名成员，在2020年的市政选举中获得了67.22%的支持率。
在2017年的法国总统大选中，法国第25任总统埃马纽埃尔·马克龙在昂格莱特获得了79.23%的支持率。
| 昂格莱特历届市长 |                   |                                                   |
| 任期             | 市长              | 党派                                              |
| 1944年－1952年   | 弗朗索瓦·多曼     | RAD激进党                                         |
| 1952年－1971年   | 弗朗索瓦·拉克鲁瓦 | 不详                                              |
| 1971年－1992年   | 维克多·芒迪布尔   | CD法国民主中心 →UDF法国民主联盟 →CDS社会民主中心  |
| 1992年－1999年   | 米歇尔·博内       | UDF法国民主联盟                                   |
| 1999年－2000年   | 阿兰·拉马苏尔     | UDF法国民主联盟                                   |
| 2000年－2008年   | 罗贝尔·维尔纳夫   | UDF法国民主联盟 →MoDem民主运动 →DVD右翼无党派人士 |
| 2008年－2014年   | 让·埃斯皮隆多     | DVG左翼无党派人士 →PS社会党                       |
| 2014年－         | 克洛德·奥利夫     | LR共和黨                                          |

## 人口
2017年，昂格莱特市镇人口数量为38,929，在法国排名第194位。其中男性18,064人，女性20,865人，75岁及以上人口占12.5%，外籍人口数量为9,323人，人口密度为1,446人/平方公里，当地居民被称为（男性）或（女性）。2018年，昂格莱特境内出生307人，死亡人口460人。
| 年份   | 1936   | 1946   | 1954   | 1962   | 1968   | 1975   | 1982   | 1990   | 1999   | 2006   | 2011   | 2016   | 2017   |
| ------ | ------ | ------ | ------ | ------ | ------ | ------ | ------ | ------ | ------ | ------ | ------ | ------ | ------ |
| 人口數 | 11,320 | 11,601 | 12,603 | 16,150 | 21,190 | 25,245 | 29,821 | 33,041 | 35,263 | 37,646 | 38,581 | 38,663 | 38,929 |

## 经济

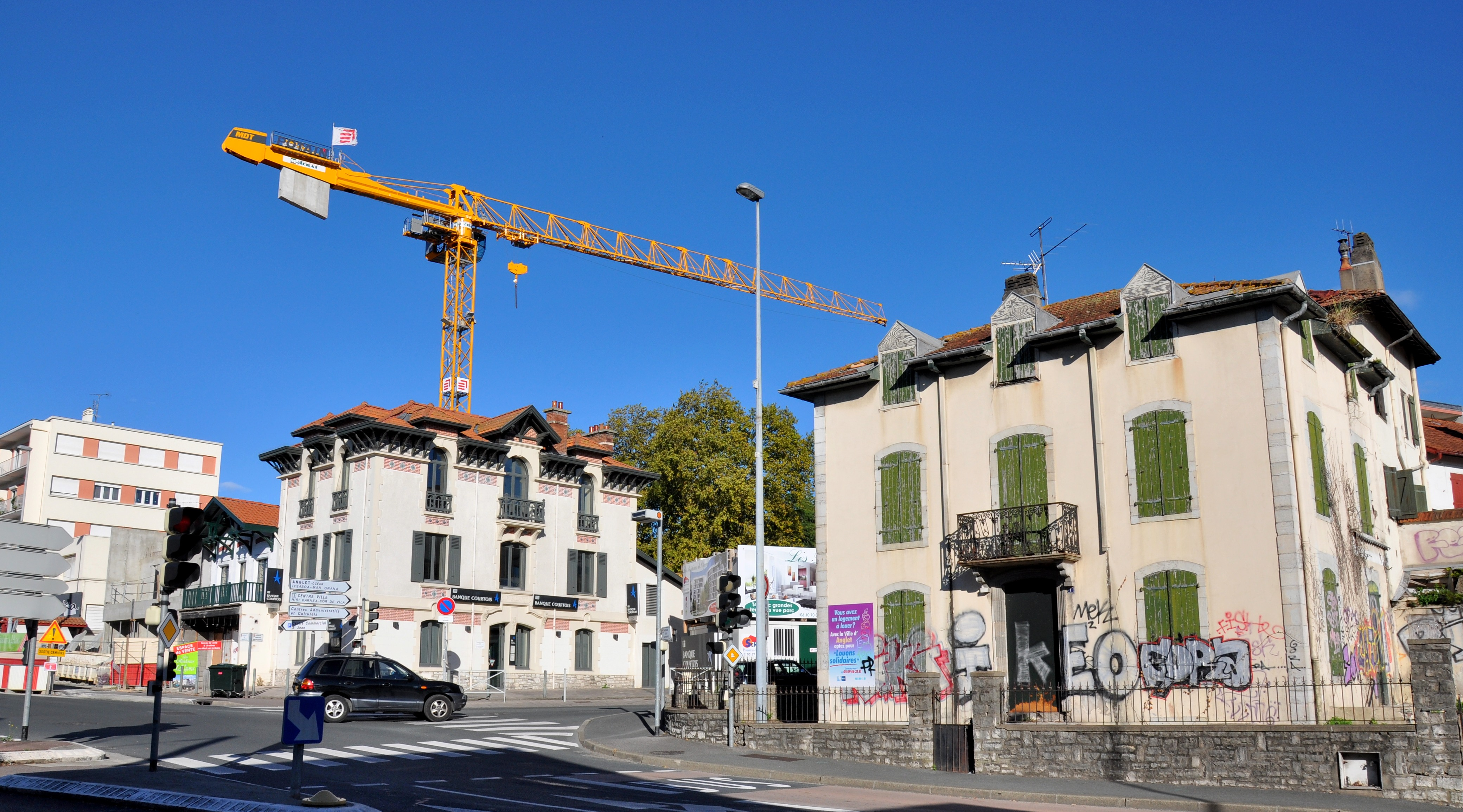
昂格莱特的一处建筑工地

昂格莱特是一个区域性的中心城市，当地共有各类用人单位8,503家，平均历史为13年，其中99.06%为中小型企业（PME）。索当（Sodang）是当地规模最大的地方企业，2019年雇员数量247人，营业额达71,164,177欧元。

## 财政收入
2018年，昂格莱特的财政收入总额为52,128,200欧元，财政支出总额为44,760,000欧元，当年的债务总额为37,496,500欧元。
2015年，昂格莱特的人均收入总额为2,587欧元，其中高职人员为4,516欧元，普通职员为1,883欧元。
2017年，昂格莱特境内的青壮年（15至64岁）失业率为13.6%，当地50.3%的家庭拥有纳税资格。

## 社会事务

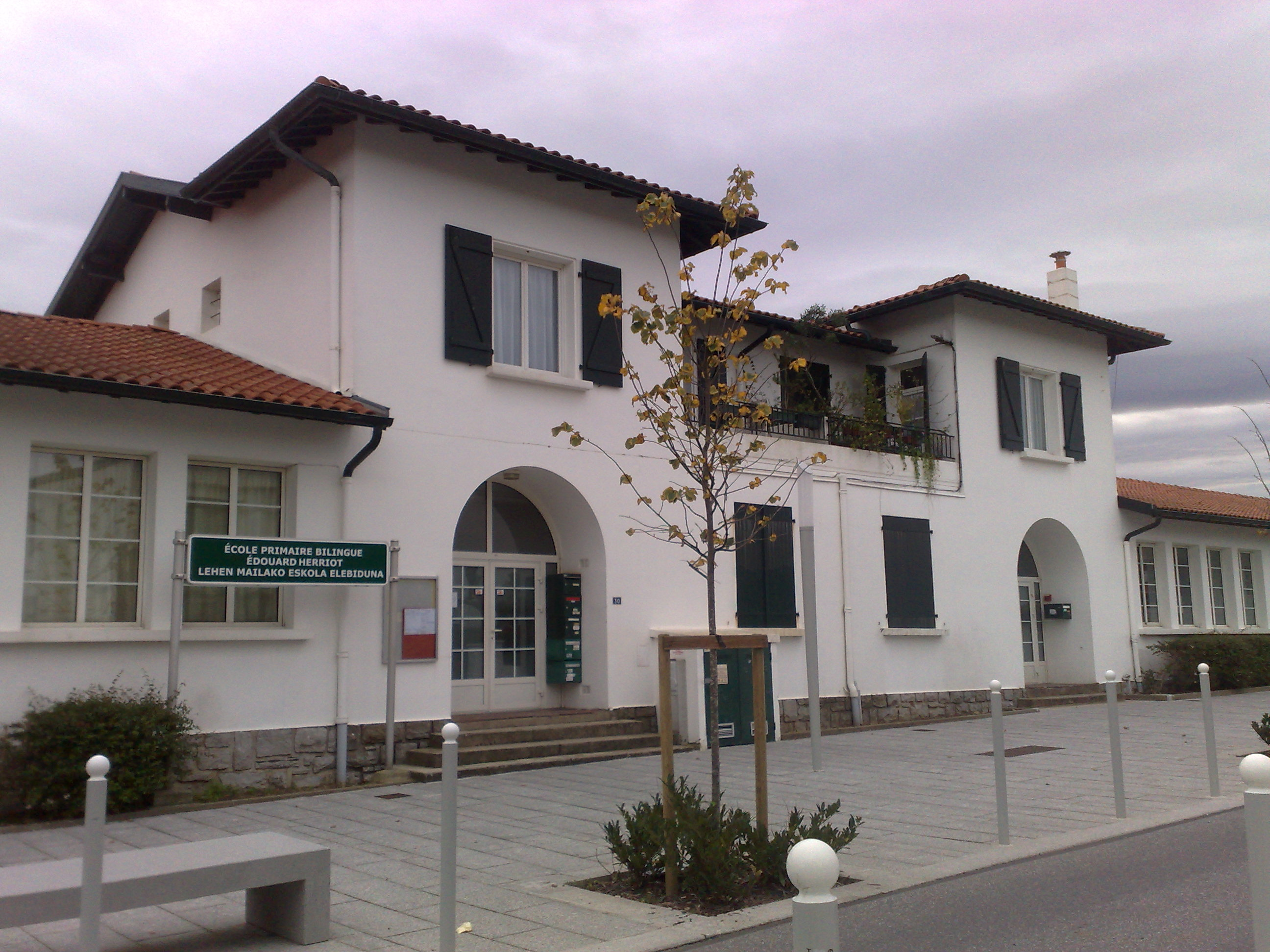
昂格莱特的一所小学

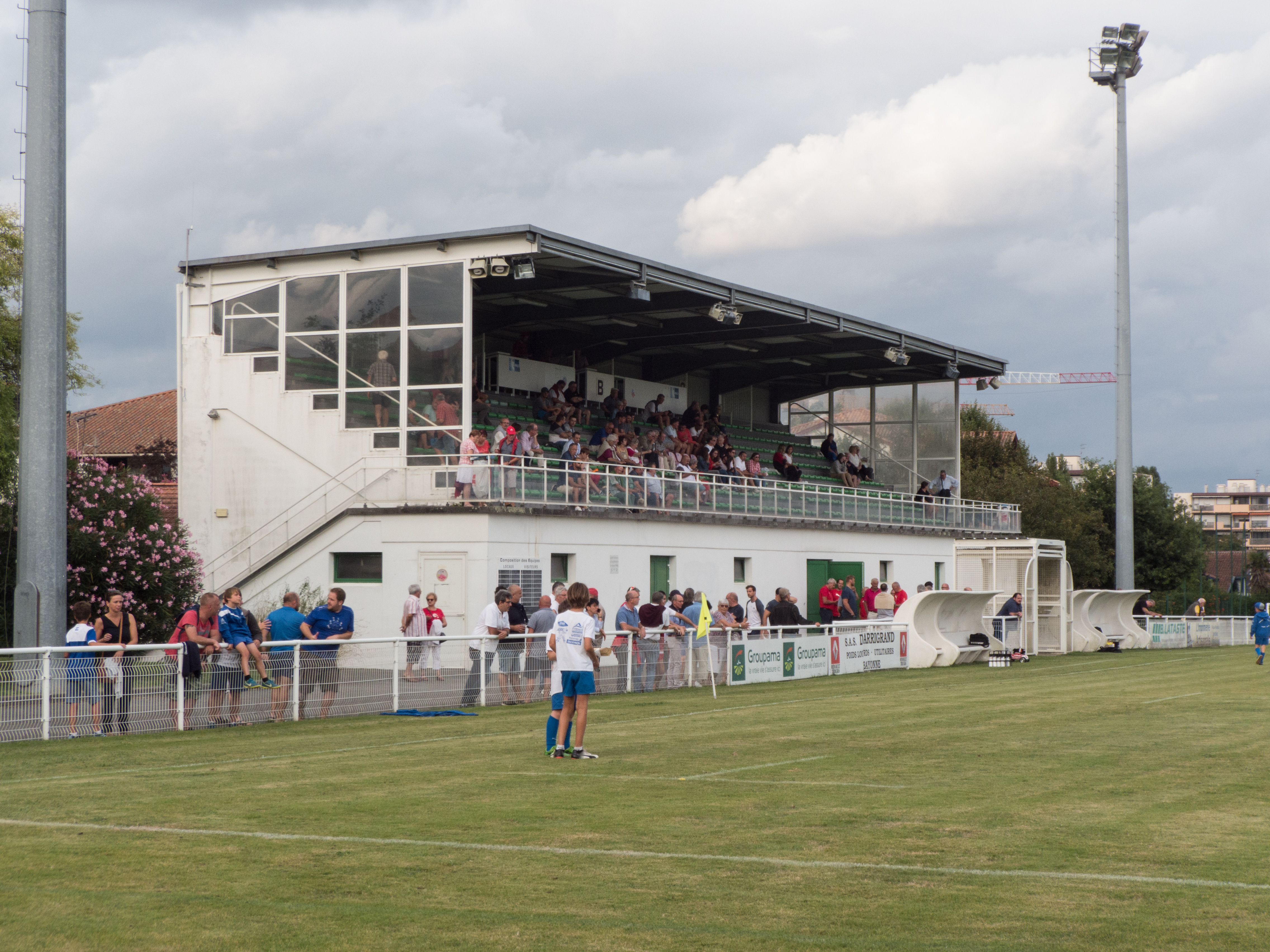
圣让球场

### 教育
昂格莱特属于波尔多学区。截止2019年1月1日，昂格莱特境内共有7所幼儿园、12所小学、2所初级中学、2所普通高中和2所职业高中。2018至2019学年度，昂格莱特境内共有在校中等教育阶段学生2,724名。
在高等教育方面，波城大学在昂格莱特设有一处校区，其下属的一个大学技术学院及管理学院在此授课。

### 医疗
截止2019年1月1日，昂格莱特境内共有全科医生63名、保健师166名、牙医41名、护士100名、眼科医生3名、皮肤科医生11名、助产士2名、儿科医生6名和妇科医生3名。境内共有药房14家、养老院6家、残疾人帮扶中心3家。
昂格莱特属于巴约讷中心医院的服务范围，后者是法国的一个区域性医疗机构，其主病区“巴斯克海岸中心医院”（Centre hospitalier de la Côte Basque）位于巴约讷市区，设有床位499个，是当地规模最大的公立综合性医院。

### 住房
2017年，昂格莱特境内共有各类住房26,059套，其中36.3%为独立式居民区，主要分布于市区北部；63.2%为集中式居民区，主要分布于市区南部。常住房屋占昂格莱特市镇范围内居民建筑总量的90.1%。

### 商业
2018年，昂格莱特境内共有各类实体商铺1,389家，其中餐厅204家、大型超市14家、杂货店7家、面包房38家、肉铺20家、书店11家、装饰品店8家、银行门店24家、美容美发店75家、汽车维修店69家。市区东部建有“BAB”大型开放式商业街区。

### 体育
2019年，昂格莱特境内共有1家游泳池、8间体育馆、1座综合体育场、27处网球场、1处马术场、7处足球或橄榄球场、6处篮球或排球场以及1处高尔夫球场。
昂格莱特金雀花俱乐部是当地的一支足球队，成立于1910年，2020至2021赛季参加法國全國丙組聯賽（法戊）。昂格莱特奥林匹克橄榄球俱乐部成立于1946年，2020至2021赛季参加法国橄榄球全国甲级联赛（法丁）。两支球队共用圣让球场。

### 环境
昂格莱特的环境事务由其所属的公共社区负责。2018年，昂格莱特境内共有8家污染企业。

### 治安
2018年，昂格莱特市镇范围内有1处派出所。
2014年，昂格莱特及附近地区共发生各类案件5,902起，其中盗窃类案件3,887起，经济类案件412起，毒品交易类案件582起。

## 文化
2019年，昂格莱特境内有1家电影院。昂格莱特市政府提供多媒体中心，向公众全年开放。

### 建筑
昂格莱特境内有多处法国国家文物保护单位，其中昂格莱特圣玛丽教堂、圣母教堂等为当地的代表性建筑物。

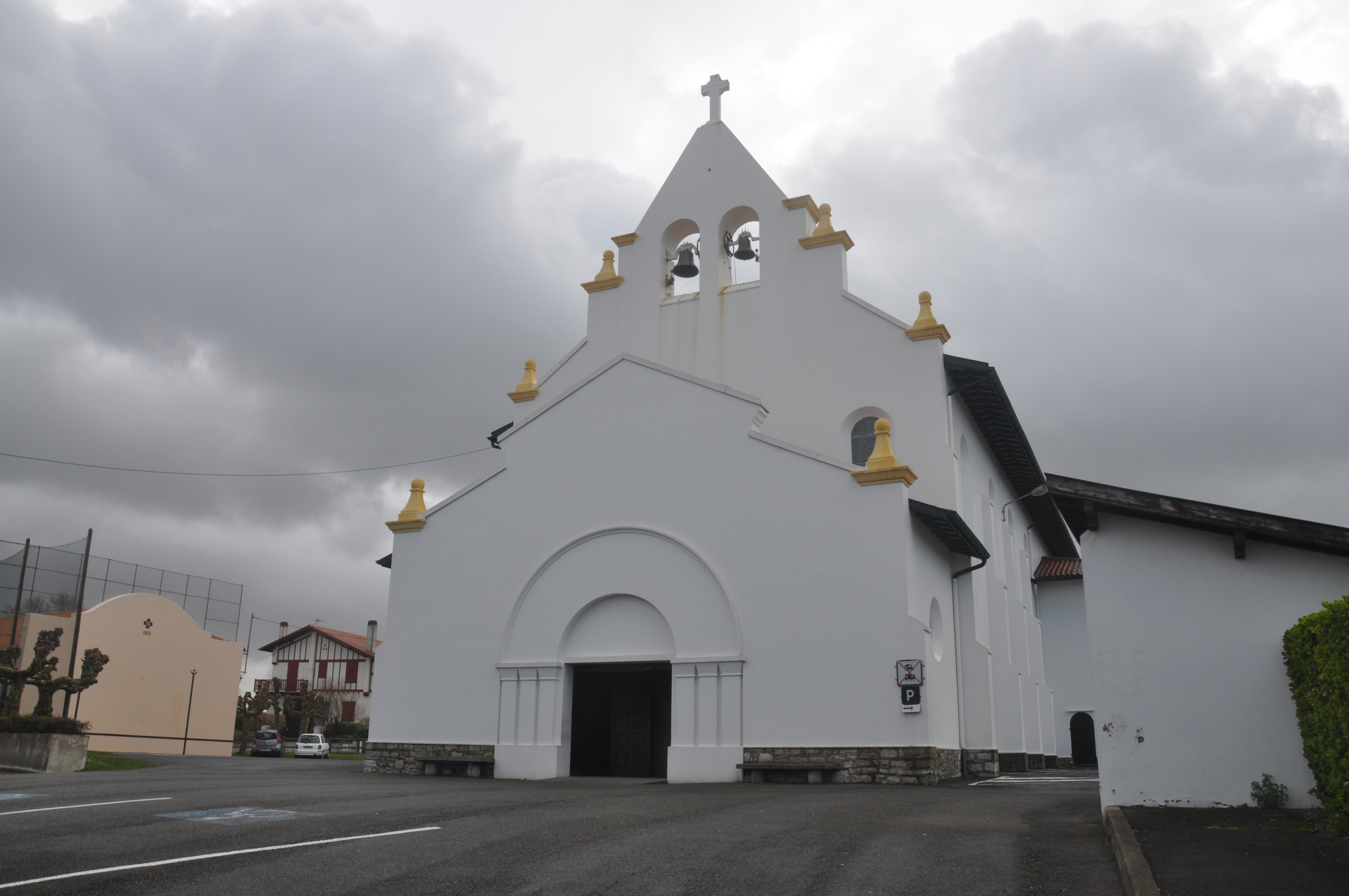
昂格莱特圣玛丽教堂（法语：Église Sainte-Marie d'Anglet）
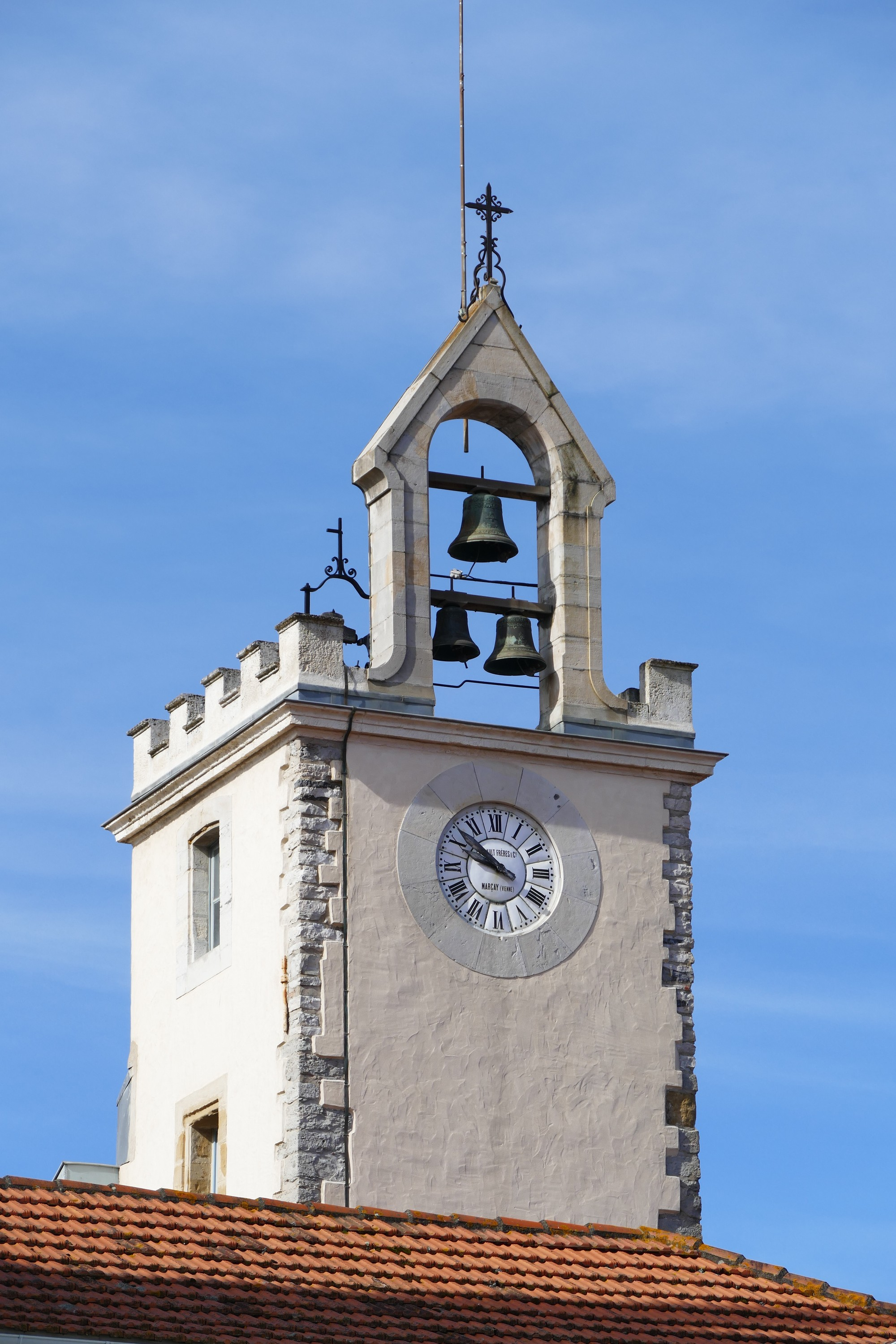
圣母教堂的钟楼
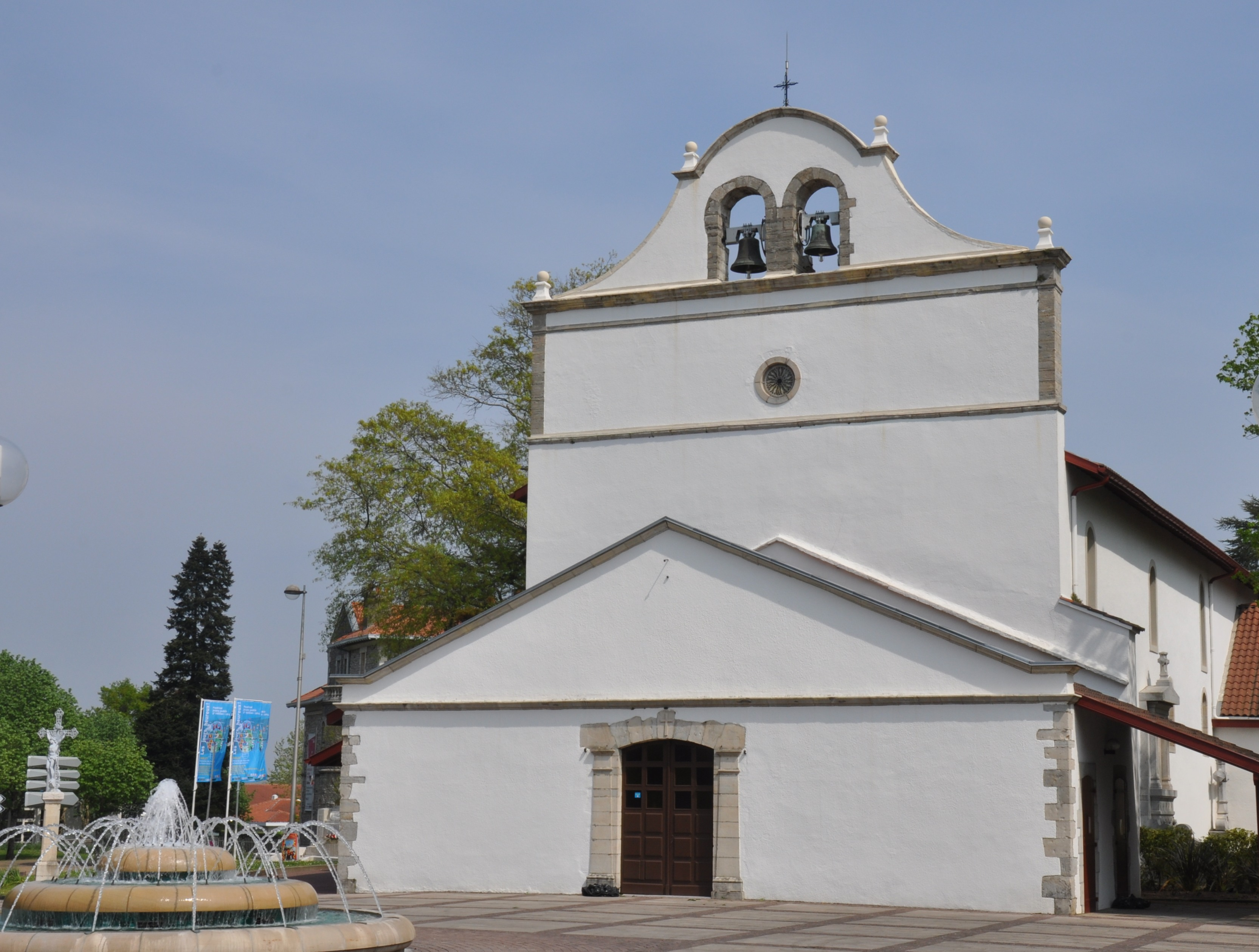
圣莱昂教堂
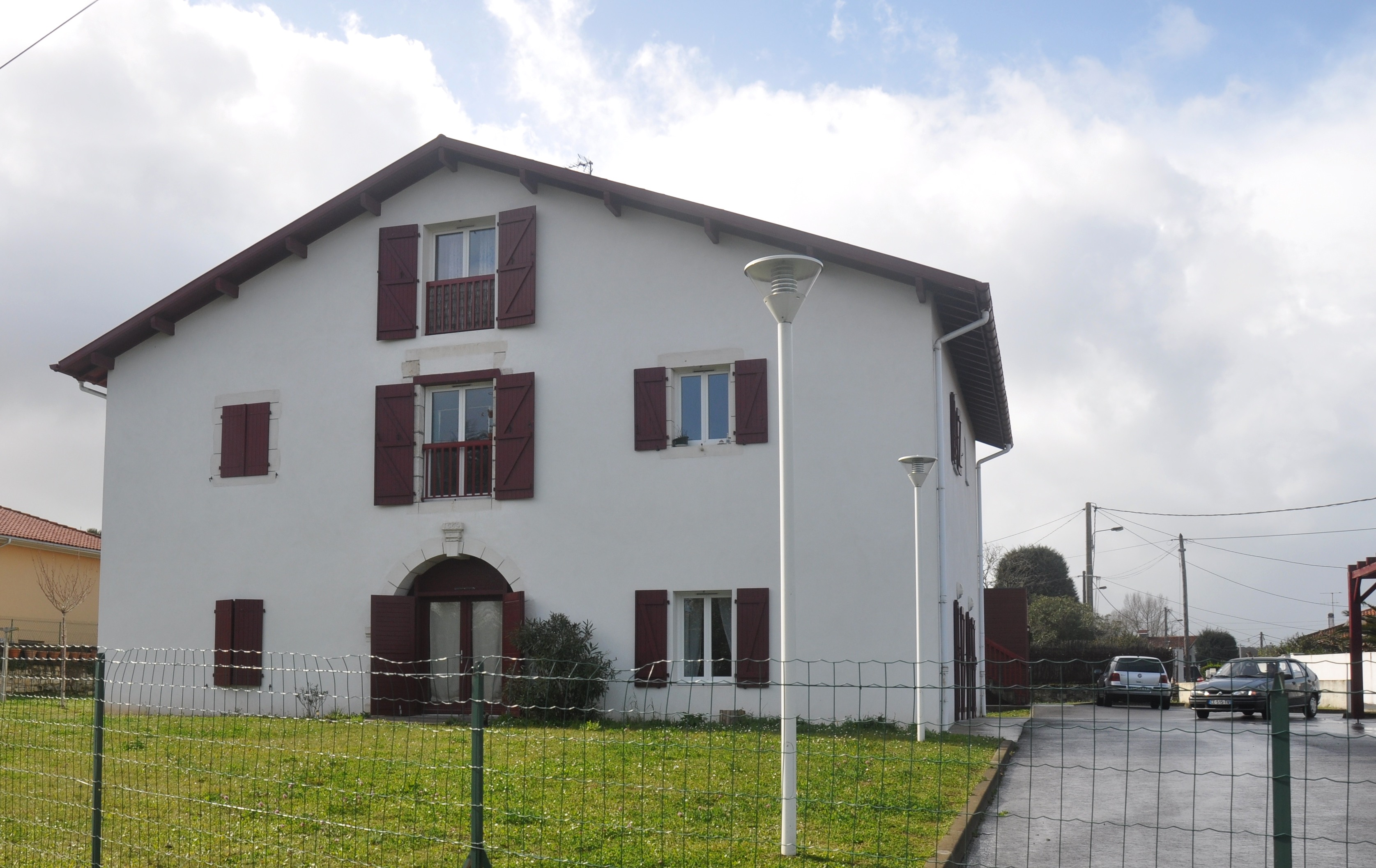
民居
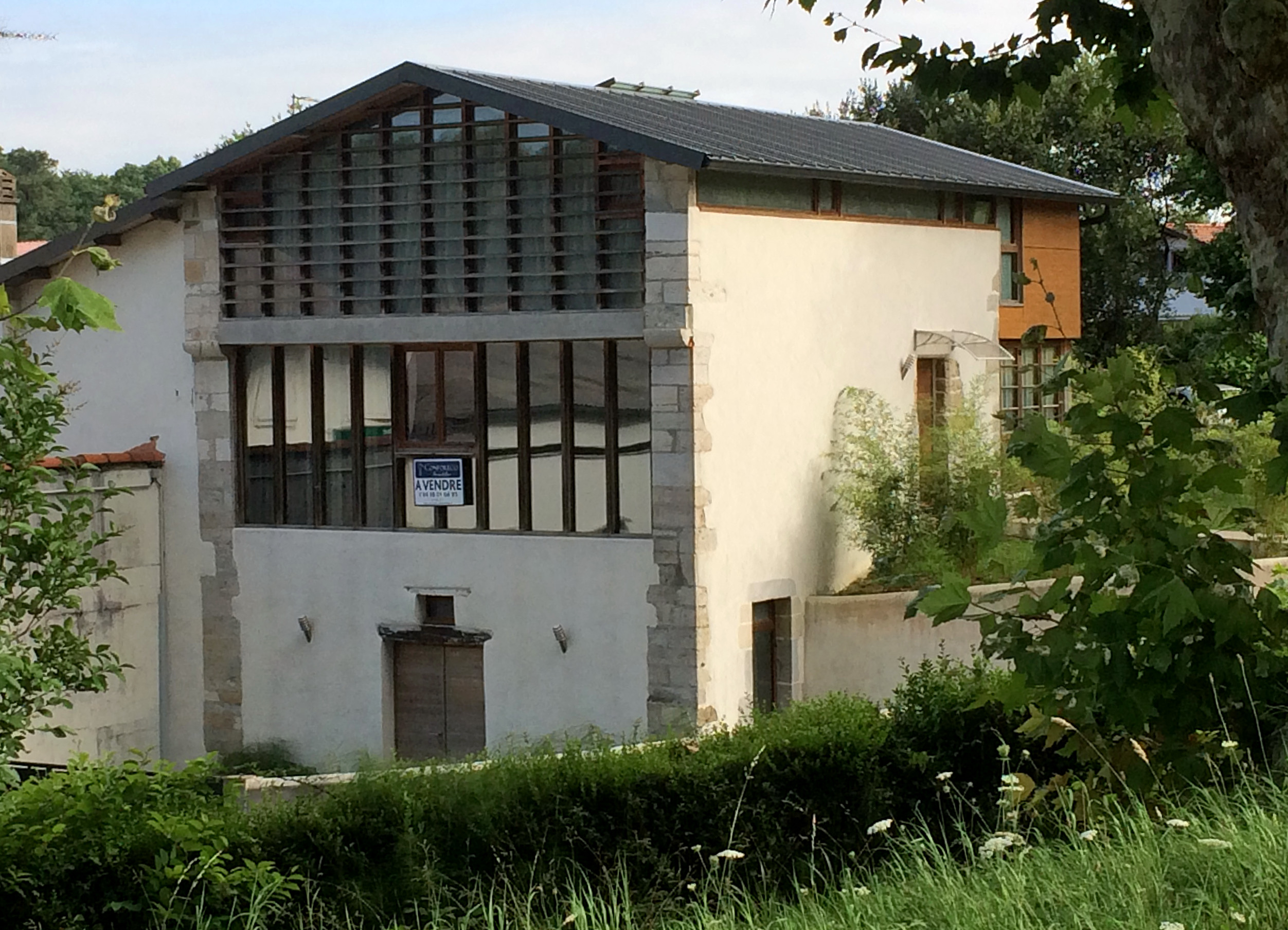
磨坊

### 旅游
昂格莱特的旅游事务由其所属的公共社区负责。2020年，昂格莱特境内共有12家宾馆共计656间房间；另有1个露营地，可容纳共164辆露营车。

### 媒体
法国主要的媒体均可在昂格莱特接收，法国电视三台下属的新阿基坦大区频道在部分时段播出昂格莱特所属区域的地方新闻。

## 友好城市
截至2020年12月，昂格莱特共与一座城市互为友好城市关系：
- 德国 安斯巴赫